# Olympische Sommerspiele 1992/Basketball – Männer
Das Basketballturnier der Herren bei den Olympischen Spielen 1992 wurde vom 26. Juli bis 8. August ausgetragen. Insgesamt nahmen 12 Teams teil.

## Vorrunde

### Gruppe A
| Rang | Nation             | Spiele | Siege | Ndlg. | Körbe   | Diff. | Punkte | Qualifikation  |
| ---- | ------------------ | ------ | ----- | ----- | ------- | ----- | ------ | -------------- |
| 1.   | Vereinigte Staaten | 5      | 5     | 0     | 579:350 | +229  | 10     | Viertelfinale  |
| 2.   | Kroatien           | 5      | 4     | 1     | 423:400 | +23   | 9      | Viertelfinale  |
| 3.   | Brasilien          | 5      | 2     | 3     | 420:463 | −43   | 7      | Viertelfinale  |
| 4.   | Deutschland        | 5      | 2     | 3     | 369:432 | −63   | 7      | Viertelfinale  |
| 5.   | Angola             | 5      | 1     | 4     | 324:392 | −68   | 6      | Platz 9 bis 12 |
| 6.   | Spanien            | 5      | 1     | 4     | 398:476 | −78   | 6      | Platz 9 bis 12 |

| 26. Juli 1992 16:30 |                                                                                  | Angola | 48 – 116                                                   | Vereinigte Staaten | Pavelló Olímpic de Badalona, Badalona Zuschauer: 12.000 Schiedsrichter: Virovnik (ISR), Resser (EUN) |
| 26. Juli 1992 16:30 | Punkte pro Halbzeit: 16–64, 32–52.                                               |        |                                                            |                    | Pavelló Olímpic de Badalona, Badalona Zuschauer: 12.000 Schiedsrichter: Virovnik (ISR), Resser (EUN) |
| 26. Juli 1992 16:30 | Punkte: Macedo, da Conceição 10 Rebounds: da Conceição 7 Assists: da Conceição 2 |        | Punkte: Barkley 24 Rebounds: Barkley 6 Assists: Johnson 10 |                    | Pavelló Olímpic de Badalona, Badalona Zuschauer: 12.000 Schiedsrichter: Virovnik (ISR), Resser (EUN) |
| 26. Juli 1992 16:30 |                                                                                  |        |                                                            |                    | Pavelló Olímpic de Badalona, Badalona Zuschauer: 12.000 Schiedsrichter: Virovnik (ISR), Resser (EUN) |

| 26. Juli 1992 20:30 |                                                           | Deutschland | 83 – 74                                                        | Spanien | Pavelló Olímpic de Badalona, Badalona Zuschauer: 11.800 Schiedsrichter: Cazzaro (ITA), Zych (POL) |
| 26. Juli 1992 20:30 | Punkte pro Halbzeit: 46–39, 37–35.                        |             |                                                                |         | Pavelló Olímpic de Badalona, Badalona Zuschauer: 11.800 Schiedsrichter: Cazzaro (ITA), Zych (POL) |
| 26. Juli 1992 20:30 | Punkte: Schrempf 26 Rebounds: Gnad 20 Assists: Schrempf 4 |             | Punkte: Villacampa 21 Rebounds: Andreu 7 Assists: Villacampa 2 |         | Pavelló Olímpic de Badalona, Badalona Zuschauer: 11.800 Schiedsrichter: Cazzaro (ITA), Zych (POL) |
| 26. Juli 1992 20:30 |                                                           |             |                                                                |         | Pavelló Olímpic de Badalona, Badalona Zuschauer: 11.800 Schiedsrichter: Cazzaro (ITA), Zych (POL) |

| 26. Juli 1992 22:30 |                                                          | Kroatien | 93 – 76                                                  | Brasilien | Pavelló Olímpic de Badalona, Badalona Schiedsrichter: Steeves (CAN), Mildenhall (AUS) |
| 26. Juli 1992 22:30 | Punkte pro Halbzeit: 55–40, 38–36.                       |          |                                                          |           | Pavelló Olímpic de Badalona, Badalona Schiedsrichter: Steeves (CAN), Mildenhall (AUS) |
| 26. Juli 1992 22:30 | Punkte: Petrović 22 Rebounds: Rađa 4 Assists: Petrović 5 |          | Punkte: Schmidt 26 Rebounds: Pipoka 9 Assists: Schmidt 2 |           | Pavelló Olímpic de Badalona, Badalona Schiedsrichter: Steeves (CAN), Mildenhall (AUS) |
| 26. Juli 1992 22:30 |                                                          |          |                                                          |           | Pavelló Olímpic de Badalona, Badalona Schiedsrichter: Steeves (CAN), Mildenhall (AUS) |

| 27. Juli 1992 14:30 |                                                                           | Angola | 63 – 64                                                             | Deutschland | Pavelló Olímpic de Badalona, Badalona Schiedsrichter: Villanueva (PUR), Gao (CHN) |
| 27. Juli 1992 14:30 | Punkte pro Halbzeit: 42–36, 21–28.                                        |        |                                                                     |             | Pavelló Olímpic de Badalona, Badalona Schiedsrichter: Villanueva (PUR), Gao (CHN) |
| 27. Juli 1992 14:30 | Punkte: Sousa, da Conceição 18 Rebounds: da Conceição 6 Assists: Macedo 5 |        | Punkte: Schrempf 25 Rebounds: Schrempf 15 Assists: Schrempf, Rödl 2 |             | Pavelló Olímpic de Badalona, Badalona Schiedsrichter: Villanueva (PUR), Gao (CHN) |
| 27. Juli 1992 14:30 |                                                                           |        |                                                                     |             | Pavelló Olímpic de Badalona, Badalona Schiedsrichter: Villanueva (PUR), Gao (CHN) |

| 27. Juli 1992 20:30 |                                                                  | Kroatien | 70 – 103                                               | Vereinigte Staaten | Pavelló Olímpic de Badalona, Badalona Zuschauer: 12.500 Schiedsrichter: Rigas (GRE), Fares (URU) |
| 27. Juli 1992 20:30 | Punkte pro Halbzeit: 37–54, 33–49.                               |          |                                                        |                    | Pavelló Olímpic de Badalona, Badalona Zuschauer: 12.500 Schiedsrichter: Rigas (GRE), Fares (URU) |
| 27. Juli 1992 20:30 | Punkte: Petrović 19 Rebounds: Rađa, Vranković 8 Assists: Kukoč 5 |          | Punkte: Jordan 21 Rebounds: Malone 5 Assists: Pippen 9 |                    | Pavelló Olímpic de Badalona, Badalona Zuschauer: 12.500 Schiedsrichter: Rigas (GRE), Fares (URU) |
| 27. Juli 1992 20:30 |                                                                  |          |                                                        |                    | Pavelló Olímpic de Badalona, Badalona Zuschauer: 12.500 Schiedsrichter: Rigas (GRE), Fares (URU) |

| 27. Juli 1992 22:30 |                                                               | Brasilien | 100 – 101                                                     | Spanien | Pavelló Olímpic de Badalona, Badalona Zuschauer: 12.000 Schiedsrichter: Grigorjow (EUN), Rubinsztein (ARG) |
| 27. Juli 1992 22:30 | Punkte pro Halbzeit: 43–53, 57–48.                            |           |                                                               |         | Pavelló Olímpic de Badalona, Badalona Zuschauer: 12.000 Schiedsrichter: Grigorjow (EUN), Rubinsztein (ARG) |
| 27. Juli 1992 22:30 | Punkte: Schmidt 44 Rebounds: Gerson 10 Assists: Villas Boas 3 |           | Punkte: Villacampa 25 Rebounds: Jiménez 7 Assists: Herreros 5 |         | Pavelló Olímpic de Badalona, Badalona Zuschauer: 12.000 Schiedsrichter: Grigorjow (EUN), Rubinsztein (ARG) |
| 27. Juli 1992 22:30 |                                                               |           |                                                               |         | Pavelló Olímpic de Badalona, Badalona Zuschauer: 12.000 Schiedsrichter: Grigorjow (EUN), Rubinsztein (ARG) |

| 29. Juli 1992 11:30 |                                                                 | Brasilien | 76 – 66                                                             | Angola | Pavelló Olímpic de Badalona, Badalona Schiedsrichter: Resser (EUN), Brazauskaus (LTU) |
| 29. Juli 1992 11:30 | Punkte pro Halbzeit: 42–26, 34–40.                              |           |                                                                     |        | Pavelló Olímpic de Badalona, Badalona Schiedsrichter: Resser (EUN), Brazauskaus (LTU) |
| 29. Juli 1992 11:30 | Punkte: Schmidt 19 Rebounds: Schmidt, Gerson 7 Assists: Maury 6 |           | Punkte: da Conceição 17 Rebounds: da Conceição 9 Assists: Moreira 5 |        | Pavelló Olímpic de Badalona, Badalona Schiedsrichter: Resser (EUN), Brazauskaus (LTU) |
| 29. Juli 1992 11:30 |                                                                 |           |                                                                     |        | Pavelló Olímpic de Badalona, Badalona Schiedsrichter: Resser (EUN), Brazauskaus (LTU) |

| 29. Juli 1992 20:30 |                                                       | Vereinigte Staaten | 111 – 68                                                                   | Deutschland | Pavelló Olímpic de Badalona, Badalona Zuschauer: 12.500 Schiedsrichter: Mildenhall (AUS), Zhu (CHN) |
| 29. Juli 1992 20:30 | Punkte pro Halbzeit: 58–23, 53–45.                    |                    |                                                                            |             | Pavelló Olímpic de Badalona, Badalona Zuschauer: 12.500 Schiedsrichter: Mildenhall (AUS), Zhu (CHN) |
| 29. Juli 1992 20:30 | Punkte: Bird 19 Rebounds: Malone 5 Assists: Jordan 12 |                    | Punkte: Schrempf, Jackel 15 Rebounds: Schrempf 8 Assists: Schrempf, Rödl 2 |             | Pavelló Olímpic de Badalona, Badalona Zuschauer: 12.500 Schiedsrichter: Mildenhall (AUS), Zhu (CHN) |
| 29. Juli 1992 20:30 |                                                       |                    |                                                                            |             | Pavelló Olímpic de Badalona, Badalona Zuschauer: 12.500 Schiedsrichter: Mildenhall (AUS), Zhu (CHN) |

| 29. Juli 1992 22:30 |                                                       | Kroatien | 88 – 79                                                                  | Spanien | Pavelló Olímpic de Badalona, Badalona Zuschauer: 12.000 Schiedsrichter: Mailhabiau (FRA), Virovnik (ISR) |
| 29. Juli 1992 22:30 | Punkte pro Halbzeit: 45–42, 43–37.                    |          |                                                                          |         | Pavelló Olímpic de Badalona, Badalona Zuschauer: 12.000 Schiedsrichter: Mailhabiau (FRA), Virovnik (ISR) |
| 29. Juli 1992 22:30 | Punkte: Petrović 28 Rebounds: Rađa 8 Assists: Kukoč 7 |          | Punkte: Villacampa 19 Rebounds: Jiménez 7 Assists: Villacampa, Jofresa 5 |         | Pavelló Olímpic de Badalona, Badalona Zuschauer: 12.000 Schiedsrichter: Mailhabiau (FRA), Virovnik (ISR) |
| 29. Juli 1992 22:30 |                                                       |          |                                                                          |         | Pavelló Olímpic de Badalona, Badalona Zuschauer: 12.000 Schiedsrichter: Mailhabiau (FRA), Virovnik (ISR) |

| 31. Juli 1992 11:30 |                                                                         | Spanien | 63 – 83                                                                | Angola | Pavelló Olímpic de Badalona, Badalona Zuschauer: 11.000 Schiedsrichter: Mildenhall (AUS), Maceira (CUB) |
| 31. Juli 1992 11:30 | Punkte pro Halbzeit: 26–37, 37–46.                                      |         |                                                                        |        | Pavelló Olímpic de Badalona, Badalona Zuschauer: 11.000 Schiedsrichter: Mildenhall (AUS), Maceira (CUB) |
| 31. Juli 1992 11:30 | Punkte: Villacampa, Jiménez 16 Rebounds: Andreu 9 Assists: Villacampa 3 |         | Punkte: da Conceição 22 Rebounds: Guimarães 10 Assists: da Conceição 3 |        | Pavelló Olímpic de Badalona, Badalona Zuschauer: 11.000 Schiedsrichter: Mildenhall (AUS), Maceira (CUB) |
| 31. Juli 1992 11:30 |                                                                         |         |                                                                        |        | Pavelló Olímpic de Badalona, Badalona Zuschauer: 11.000 Schiedsrichter: Mildenhall (AUS), Maceira (CUB) |

| 31. Juli 1992 20:30 |                                                                 | Kroatien | 99 – 78                                                  | Deutschland | Pavelló Olímpic de Badalona, Badalona Schiedsrichter: Steeves (CAN), Gao (CHN) |
| 31. Juli 1992 20:30 | Punkte pro Halbzeit: 46–41, 53–37.                              |          |                                                          |             | Pavelló Olímpic de Badalona, Badalona Schiedsrichter: Steeves (CAN), Gao (CHN) |
| 31. Juli 1992 20:30 | Punkte: Petrović 26 Rebounds: Kukoč 7 Assists: Kukoc, Komazec 4 |          | Punkte: Schrempf 25 Rebounds: Schrempf 8 Assists: Rödl 5 |             | Pavelló Olímpic de Badalona, Badalona Schiedsrichter: Steeves (CAN), Gao (CHN) |
| 31. Juli 1992 20:30 |                                                                 |          |                                                          |             | Pavelló Olímpic de Badalona, Badalona Schiedsrichter: Steeves (CAN), Gao (CHN) |

| 31. Juli 1992 22:30 |                                                          | Vereinigte Staaten | 127 – 83                                               | Brasilien | Pavelló Olímpic de Badalona, Badalona Zuschauer: 12.500 Schiedsrichter: Zych (POL), Koller (TCH) |
| 31. Juli 1992 22:30 | Punkte pro Halbzeit: 60–41, 67–42.                       |                    |                                                        |           | Pavelló Olímpic de Badalona, Badalona Zuschauer: 12.500 Schiedsrichter: Zych (POL), Koller (TCH) |
| 31. Juli 1992 22:30 | Punkte: Barkley 30 Rebounds: Ewing 9 Assists: Drexler 10 |                    | Punkte: Schmidt 24 Rebounds: Josuel 9 Assists: Maury 7 |           | Pavelló Olímpic de Badalona, Badalona Zuschauer: 12.500 Schiedsrichter: Zych (POL), Koller (TCH) |
| 31. Juli 1992 22:30 |                                                          |                    |                                                        |           | Pavelló Olímpic de Badalona, Badalona Zuschauer: 12.500 Schiedsrichter: Zych (POL), Koller (TCH) |

| 2. August 1992 9:30 |                                                                           | Deutschland | 76 – 85                                                     | Brasilien | Pavelló Olímpic de Badalona, Badalona Schiedsrichter: Rigas (GRE), Villanueva (PUR) |
| 2. August 1992 9:30 | Punkte pro Halbzeit: 40–39, 36–46.                                        |             |                                                             |           | Pavelló Olímpic de Badalona, Badalona Schiedsrichter: Rigas (GRE), Villanueva (PUR) |
| 2. August 1992 9:30 | Punkte: Schrempf 27 Rebounds: Schrempf, Gnad 10 Assists: Schrempf, Rödl 3 |             | Punkte: Villas Boas 27 Rebounds: Josuel 11 Assists: Maury 5 |           | Pavelló Olímpic de Badalona, Badalona Schiedsrichter: Rigas (GRE), Villanueva (PUR) |
| 2. August 1992 9:30 |                                                                           |             |                                                             |           | Pavelló Olímpic de Badalona, Badalona Schiedsrichter: Rigas (GRE), Villanueva (PUR) |

| 2. August 1992 11:30 |                                                                     | Kroatien | 73 – 64                                                                     | Angola | Pavelló Olímpic de Badalona, Badalona Schiedsrichter: Bavetta (USA), Rubinsztein (ARG) |
| 2. August 1992 11:30 | Punkte pro Halbzeit: 27–38, 46–26.                                  |          |                                                                             |        | Pavelló Olímpic de Badalona, Badalona Schiedsrichter: Bavetta (USA), Rubinsztein (ARG) |
| 2. August 1992 11:30 | Punkte: Komazec 22 Rebounds: Komazec, Arapović 6 Assists: Komazec 4 |          | Punkte: da Conceição 24 Rebounds: da Conceição 7 Assists: Macedo, Moreira 2 |        | Pavelló Olímpic de Badalona, Badalona Schiedsrichter: Bavetta (USA), Rubinsztein (ARG) |
| 2. August 1992 11:30 |                                                                     |          |                                                                             |        | Pavelló Olímpic de Badalona, Badalona Schiedsrichter: Bavetta (USA), Rubinsztein (ARG) |

| 2. August 1992 22:30 |                                                                 | Vereinigte Staaten | 122 – 81                                                          | Spanien | Pavelló Olímpic de Badalona, Badalona Zuschauer: 12.500 Schiedsrichter: Cazzaro (ITA), Grigorjow (EUN) |
| 2. August 1992 22:30 | Punkte pro Halbzeit: 65–35, 57–46.                              |                    |                                                                   |         | Pavelló Olímpic de Badalona, Badalona Zuschauer: 12.500 Schiedsrichter: Cazzaro (ITA), Grigorjow (EUN) |
| 2. August 1992 22:30 | Punkte: Barkley 20 Rebounds: Ewing, Malone 10 Assists: Pippen 9 |                    | Punkte: Jiménez 23 Rebounds: Jiménez, Andreu 7 Assists: Jiménez 6 |         | Pavelló Olímpic de Badalona, Badalona Zuschauer: 12.500 Schiedsrichter: Cazzaro (ITA), Grigorjow (EUN) |
| 2. August 1992 22:30 |                                                                 |                    |                                                                   |         | Pavelló Olímpic de Badalona, Badalona Zuschauer: 12.500 Schiedsrichter: Cazzaro (ITA), Grigorjow (EUN) |

### Gruppe B
| Rang | Nation         | Spiele | Siege | Ndlg. | Körbe   | Diff. | Punkte | Qualifikation  |
| ---- | -------------- | ------ | ----- | ----- | ------- | ----- | ------ | -------------- |
| 1.   | Vereintes Team | 5      | 4     | 1     | 425:373 | +52   | 9      | Viertelfinale  |
| 2.   | Litauen        | 5      | 4     | 1     | 481:424 | +57   | 9      | Viertelfinale  |
| 3.   | Australien     | 5      | 3     | 2     | 432:396 | +36   | 8      | Viertelfinale  |
| 4.   | Puerto Rico    | 5      | 2     | 3     | 445:440 | +5    | 7      | Viertelfinale  |
| 5.   | Venezuela      | 5      | 1     | 4     | 392:427 | −35   | 6      | Platz 9 bis 12 |
| 6.   | China          | 5      | 0     | 5     | 381:496 | −115  | 5      | Platz 9 bis 12 |

| 26. Juli 1992 9:30 |                                                           | Venezuela | 64 – 78                                                                | Vereintes Team | Pavelló Olímpic de Badalona, Badalona Schiedsrichter: Bavetta (USA), Koller (TCH) |
| 26. Juli 1992 9:30 | Punkte pro Halbzeit: 16–34, 48–44.                        |           |                                                                        |                | Pavelló Olímpic de Badalona, Badalona Schiedsrichter: Bavetta (USA), Koller (TCH) |
| 26. Juli 1992 9:30 | Punkte: Estaba 21 Rebounds: Walcott 4 Assists: Shepherd 5 |           | Punkte: Tichonenko 18 Rebounds: Wolkow 7 Assists: Tichonenko, Wolkow 5 |                | Pavelló Olímpic de Badalona, Badalona Schiedsrichter: Bavetta (USA), Koller (TCH) |
| 26. Juli 1992 9:30 |                                                           |           |                                                                        |                | Pavelló Olímpic de Badalona, Badalona Schiedsrichter: Bavetta (USA), Koller (TCH) |

| 26. Juli 1992 11:30 |                                                                 | China | 75 – 112                                                             | Litauen | Pavelló Olímpic de Badalona, Badalona Schiedsrichter: Affini (BRA), de Campos (ANG) |
| 26. Juli 1992 11:30 | Punkte pro Halbzeit: 26–55, 49–57.                              |       |                                                                      |         | Pavelló Olímpic de Badalona, Badalona Schiedsrichter: Affini (BRA), de Campos (ANG) |
| 26. Juli 1992 11:30 | Punkte: Sun J. 22 Rebounds: Sun J. 4 Assists: Sun J., Gong X. 3 |       | Punkte: Kurtinaitis 31 Rebounds: Sabonis 14 Assists: Marčiulionis 12 |         | Pavelló Olímpic de Badalona, Badalona Schiedsrichter: Affini (BRA), de Campos (ANG) |
| 26. Juli 1992 11:30 |                                                                 |       |                                                                      |         | Pavelló Olímpic de Badalona, Badalona Schiedsrichter: Affini (BRA), de Campos (ANG) |

| 26. Juli 1992 16:30 |                                                         | Puerto Rico | 76 – 116                                                                | Australien | Pavelló Olímpic de Badalona, Badalona Zuschauer: 7.000 Schiedsrichter: Radić (CRO), Fajardo (ESP) |
| 26. Juli 1992 16:30 | Punkte pro Halbzeit: 31–57, 45–59.                      |             |                                                                         |            | Pavelló Olímpic de Badalona, Badalona Zuschauer: 7.000 Schiedsrichter: Radić (CRO), Fajardo (ESP) |
| 26. Juli 1992 16:30 | Punkte: Gause 15 Rebounds: de León 13 Assists: Carter 4 |             | Punkte: Gaze, Bradtke 20 Rebounds: Loggins, Vlahov 7 Assists: Longley 5 |            | Pavelló Olímpic de Badalona, Badalona Zuschauer: 7.000 Schiedsrichter: Radić (CRO), Fajardo (ESP) |
| 26. Juli 1992 16:30 |                                                         |             |                                                                         |            | Pavelló Olímpic de Badalona, Badalona Zuschauer: 7.000 Schiedsrichter: Radić (CRO), Fajardo (ESP) |

| 27. Juli 1992 9:30 |                                                                | China | 68 – 100                                                         | Puerto Rico | Pavelló Olímpic de Badalona, Badalona Schiedsrichter: Mitjana (ESP), Trumpke (GER) |
| 27. Juli 1992 9:30 | Punkte pro Halbzeit: 35–51, 33–49.                             |       |                                                                  |             | Pavelló Olímpic de Badalona, Badalona Schiedsrichter: Mitjana (ESP), Trumpke (GER) |
| 27. Juli 1992 9:30 | Punkte: Shan T. 22 Rebounds: Shan T. 7 Assists: drei Spieler 3 |       | Punkte: Morales 15 Rebounds: de León, Rivas 4 Assists: Carter 12 |             | Pavelló Olímpic de Badalona, Badalona Schiedsrichter: Mitjana (ESP), Trumpke (GER) |
| 27. Juli 1992 9:30 |                                                                |       |                                                                  |             | Pavelló Olímpic de Badalona, Badalona Schiedsrichter: Mitjana (ESP), Trumpke (GER) |

| 27. Juli 1992 11:30 |                                                             | Venezuela | 79 – 87                                                              | Litauen | Pavelló Olímpic de Badalona, Badalona Zuschauer: 12.500 Schiedsrichter: Maceira (CUB), Mailhabiau (FRA) |
| 27. Juli 1992 11:30 | Punkte pro Halbzeit: 46–38, 33–49.                          |           |                                                                      |         | Pavelló Olímpic de Badalona, Badalona Zuschauer: 12.500 Schiedsrichter: Maceira (CUB), Mailhabiau (FRA) |
| 27. Juli 1992 11:30 | Punkte: Shepherd 17 Rebounds: Herrera 8 Assists: Shepherd 5 |           | Punkte: Marčiulionis 27 Rebounds: Sabonis 11 Assists: Marčiulionis 8 |         | Pavelló Olímpic de Badalona, Badalona Zuschauer: 12.500 Schiedsrichter: Maceira (CUB), Mailhabiau (FRA) |
| 27. Juli 1992 11:30 |                                                             |           |                                                                      |         | Pavelló Olímpic de Badalona, Badalona Zuschauer: 12.500 Schiedsrichter: Maceira (CUB), Mailhabiau (FRA) |

| 27. Juli 1992 16:30 |                                                                  | Vereintes Team | 85 – 63                                                          | Australien | Pavelló Olímpic de Badalona, Badalona Schiedsrichter: Zych (POL), Bavetta (USA) |
| 27. Juli 1992 16:30 | Punkte pro Halbzeit: 35–31, 50–32.                               |                |                                                                  |            | Pavelló Olímpic de Badalona, Badalona Schiedsrichter: Zych (POL), Bavetta (USA) |
| 27. Juli 1992 16:30 | Punkte: Wolkow 15 Rebounds: Belostenny 7 Assists: Basarewitsch 7 |                | Punkte: Gaze 17 Rebounds: drei Spieler 5 Assists: drei Spieler 2 |            | Pavelló Olímpic de Badalona, Badalona Schiedsrichter: Zych (POL), Bavetta (USA) |
| 27. Juli 1992 16:30 |                                                                  |                |                                                                  |            | Pavelló Olímpic de Badalona, Badalona Schiedsrichter: Zych (POL), Bavetta (USA) |

| 29. Juli 1992 9:30 |                                                            | Venezuela | 71 – 78                                                | Australien | Pavelló Olímpic de Badalona, Badalona Schiedsrichter: Cazzaro (ITA), de Campos (ANG) |
| 29. Juli 1992 9:30 | Punkte pro Halbzeit: 27–43, 44–35.                         |           |                                                        |            | Pavelló Olímpic de Badalona, Badalona Schiedsrichter: Cazzaro (ITA), de Campos (ANG) |
| 29. Juli 1992 9:30 | Punkte: Olivares 22 Rebounds: Walcott 11 Assists: Estaba 4 |           | Punkte: Bradtke 16 Rebounds: Bradtke 9 Assists: Gaze 7 |            | Pavelló Olímpic de Badalona, Badalona Schiedsrichter: Cazzaro (ITA), de Campos (ANG) |
| 29. Juli 1992 9:30 |                                                            |           |                                                        |            | Pavelló Olímpic de Badalona, Badalona Schiedsrichter: Cazzaro (ITA), de Campos (ANG) |

| 29. Juli 1992 14:30 |                                                                    | Vereintes Team | 100 – 84                                                    | China | Pavelló Olímpic de Badalona, Badalona Schiedsrichter: Maceira (CUB), Fontana (BRA) |
| 29. Juli 1992 14:30 | Punkte pro Halbzeit: 55–39, 45–45.                                 |                |                                                             |       | Pavelló Olímpic de Badalona, Badalona Schiedsrichter: Maceira (CUB), Fontana (BRA) |
| 29. Juli 1992 14:30 | Punkte: Basarewitsch 18 Rebounds: Wolkow 6 Assists: Basarewitsch 6 |                | Punkte: Sun J. 22 Rebounds: Wang Z. 5 Assists: Dijiang A. 4 |       | Pavelló Olímpic de Badalona, Badalona Schiedsrichter: Maceira (CUB), Fontana (BRA) |
| 29. Juli 1992 14:30 |                                                                    |                |                                                             |       | Pavelló Olímpic de Badalona, Badalona Schiedsrichter: Maceira (CUB), Fontana (BRA) |

| 29. Juli 1992 16:30 |                                                                 | Litauen | 104 – 91                                                    | Puerto Rico | Pavelló Olímpic de Badalona, Badalona Zuschauer: 10.000 Schiedsrichter: Steeves (CAN), Koller (TCH) |
| 29. Juli 1992 16:30 | Punkte pro Halbzeit: 50–43, 54–48.                              |         |                                                             |             | Pavelló Olímpic de Badalona, Badalona Zuschauer: 10.000 Schiedsrichter: Steeves (CAN), Koller (TCH) |
| 29. Juli 1992 16:30 | Punkte: Sabonis 31 Rebounds: Sabonis 13 Assists: Marčiulionis 9 |         | Punkte: Ortiz 20 Rebounds: Ortiz 8 Assists: Rivas, Carter 5 |             | Pavelló Olímpic de Badalona, Badalona Zuschauer: 10.000 Schiedsrichter: Steeves (CAN), Koller (TCH) |
| 29. Juli 1992 16:30 |                                                                 |         |                                                             |             | Pavelló Olímpic de Badalona, Badalona Zuschauer: 10.000 Schiedsrichter: Steeves (CAN), Koller (TCH) |

| 31. Juli 1992 9:30 |                                                                    | Venezuela | 82 – 96                                              | Puerto Rico | Pavelló Olímpic de Badalona, Badalona Schiedsrichter: Virovnik (ISR), Fajardo (ESP) |
| 31. Juli 1992 9:30 | Punkte pro Halbzeit: 42–52, 40–44.                                 |           |                                                      |             | Pavelló Olímpic de Badalona, Badalona Schiedsrichter: Virovnik (ISR), Fajardo (ESP) |
| 31. Juli 1992 9:30 | Punkte: Olivares 24 Rebounds: Estaba 8 Assists: Estaba, Shepherd 4 |           | Punkte: López 19 Rebounds: Mincy 14 Assists: López 7 |             | Pavelló Olímpic de Badalona, Badalona Schiedsrichter: Virovnik (ISR), Fajardo (ESP) |
| 31. Juli 1992 9:30 |                                                                    |           |                                                      |             | Pavelló Olímpic de Badalona, Badalona Schiedsrichter: Virovnik (ISR), Fajardo (ESP) |

| 31. Juli 1992 14:30 |                                                              | Australien | 88 – 66                                                | China | Pavelló Olímpic de Badalona, Badalona Schiedsrichter: Bavetta (USA), Kim (KOR) |
| 31. Juli 1992 14:30 | Punkte pro Halbzeit: 39–28, 49–38.                           |            |                                                        |       | Pavelló Olímpic de Badalona, Badalona Schiedsrichter: Bavetta (USA), Kim (KOR) |
| 31. Juli 1992 14:30 | Punkte: Gaze 30 Rebounds: Bradtke 7 Assists: Gaze, Longley 4 |            | Punkte: Hu W. 15 Rebounds: Wang Z. 5 Assists: Sun F. 6 |       | Pavelló Olímpic de Badalona, Badalona Schiedsrichter: Bavetta (USA), Kim (KOR) |
| 31. Juli 1992 14:30 |                                                              |            |                                                        |       | Pavelló Olímpic de Badalona, Badalona Schiedsrichter: Bavetta (USA), Kim (KOR) |

| 31. Juli 1992 16:30 |                                                                               | Litauen | 80 – 92                                                    | Vereintes Team | Pavelló Olímpic de Badalona, Badalona Schiedsrichter: Rigas (GRE), Mitjana (ESP) |
| 31. Juli 1992 16:30 | Punkte pro Halbzeit: 38–26, 42–66.                                            |         |                                                            |                | Pavelló Olímpic de Badalona, Badalona Schiedsrichter: Rigas (GRE), Mitjana (ESP) |
| 31. Juli 1992 16:30 | Punkte: Sabonis, Marčiulionis 21 Rebounds: Sabonis 16 Assists: Marčiulionis 8 |         | Punkte: Tichonenko 31 Rebounds: Wolkow 9 Assists: Wolkow 4 |                | Pavelló Olímpic de Badalona, Badalona Schiedsrichter: Rigas (GRE), Mitjana (ESP) |
| 31. Juli 1992 16:30 |                                                                               |         |                                                            |                | Pavelló Olímpic de Badalona, Badalona Schiedsrichter: Rigas (GRE), Mitjana (ESP) |

| 2. August 1992 14:30 |                                                                    | Venezuela | 96 – 88                                                       | China | Pavelló Olímpic de Badalona, Badalona Schiedsrichter: Fares (URU), de Campos (ANG) |
| 2. August 1992 14:30 | Punkte pro Halbzeit: 52–52, 44–36.                                 |           |                                                               |       | Pavelló Olímpic de Badalona, Badalona Schiedsrichter: Fares (URU), de Campos (ANG) |
| 2. August 1992 14:30 | Punkte: Herrera, Estaba 23 Rebounds: Herrera 10 Assists: Walcott 5 |           | Punkte: Gong X. 18 Rebounds: drei Spieler 3 Assists: Sun J. 5 |       | Pavelló Olímpic de Badalona, Badalona Schiedsrichter: Fares (URU), de Campos (ANG) |
| 2. August 1992 14:30 |                                                                    |           |                                                               |       | Pavelló Olímpic de Badalona, Badalona Schiedsrichter: Fares (URU), de Campos (ANG) |

| 2. August 1992 16:30 |                                                              | Australien | 87 – 98                                                         | Litauen | Pavelló Olímpic de Badalona, Badalona Schiedsrichter: Steeves (CAN), Radić (CRO) |
| 2. August 1992 16:30 | Punkte pro Halbzeit: 46–45, 41–53.                           |            |                                                                 |         | Pavelló Olímpic de Badalona, Badalona Schiedsrichter: Steeves (CAN), Radić (CRO) |
| 2. August 1992 16:30 | Punkte: drei Spieler 16 Rebounds: Bradtke 12 Assists: Gaze 3 |            | Punkte: Sabonis 26 Rebounds: Einikis 10 Assists: Marčiulionis 8 |         | Pavelló Olímpic de Badalona, Badalona Schiedsrichter: Steeves (CAN), Radić (CRO) |
| 2. August 1992 16:30 |                                                              |            |                                                                 |         | Pavelló Olímpic de Badalona, Badalona Schiedsrichter: Steeves (CAN), Radić (CRO) |

| 2. August 1992 20:30 |                                                             | Puerto Rico | 82 – 70                                                           | Vereintes Team | Pavelló Olímpic de Badalona, Badalona Schiedsrichter: Zych (POL), Affini (BRA) |
| 2. August 1992 20:30 | Punkte pro Halbzeit: 36–39, 46–31.                          |             |                                                                   |                | Pavelló Olímpic de Badalona, Badalona Schiedsrichter: Zych (POL), Affini (BRA) |
| 2. August 1992 20:30 | Punkte: drei Spieler 16 Rebounds: Ortiz 13 Assists: Ortiz 5 |             | Punkte: Vētra 25 Rebounds: Wolkow, Belostenny 6 Assists: Wolkow 5 |                | Pavelló Olímpic de Badalona, Badalona Schiedsrichter: Zych (POL), Affini (BRA) |
| 2. August 1992 20:30 |                                                             |             |                                                                   |                | Pavelló Olímpic de Badalona, Badalona Schiedsrichter: Zych (POL), Affini (BRA) |

## Finalrunde
| Viertelfinale | Viertelfinale      | Viertelfinale |                  |                    | Halbfinale       | Halbfinale       | Halbfinale |                  |                  | Platzierungsspiele | Platzierungsspiele | Platzierungsspiele |
|               |                    |               |                  |                    |                  |                  |            |                  |                  |                    |                    |                    |
| A1            | Vereinigte Staaten | 115           |                  |                    |                  |                  |            |                  |                  |                    |                    |                    |
| B4            | Puerto Rico        | 77            |                  |                    |                  |                  |            |                  |                  |                    |                    |                    |
|               |                    |               | A1               | Vereinigte Staaten | 127              |                  |            |                  |                  |                    |                    |                    |
|               |                    |               |                  | B2                 | Litauen          | 76               |            |                  |                  |                    |                    |                    |
| B2            | Litauen            | 114           |                  |                    |                  |                  |            |                  |                  |                    |                    |                    |
| A3            | Brasilien          | 96            |                  |                    |                  |                  | Endspiel   | Endspiel         | Endspiel         |                    |                    |                    |
|               |                    |               | A1               | Vereinigte Staaten | 117              |                  |            |                  |                  |                    |                    |                    |
|               |                    |               |                  | A2                 | Kroatien         | 85               |            |                  |                  |                    |                    |                    |
| B1            | Vereintes Team     | 83            |                  |                    |                  |                  |            |                  |                  |                    |                    |                    |
| A4            | Deutschland        | 76            |                  |                    |                  |                  |            |                  |                  |                    |                    |                    |
|               |                    |               | B1               | Vereintes Team     | 74               |                  |            |                  |                  |                    |                    |                    |
|               |                    |               |                  | A2                 | Kroatien         | 75               |            | Spiel um Platz 3 | Spiel um Platz 3 | Spiel um Platz 3   |                    |                    |
| A2            | Kroatien           | 98            |                  |                    |                  | B2               | Litauen    | 82               |                  |                    |                    |                    |
| B3            | Australien         | 65            |                  |                    |                  |                  |            | B1               | Vereintes Team   | 78                 |                    |                    |
|               |                    |               |                  |                    |                  |                  |            |                  |                  |                    |                    |                    |
|               |                    |               |                  |                    | B4               | Puerto Rico      | 84         |                  |                  |                    |                    |                    |
| A3            | Brasilien          | 86            |                  | Spiel um Platz 5   | Spiel um Platz 5 | Spiel um Platz 5 |            |                  |                  |                    |                    |                    |
|               |                    |               | A3               | Brasilien          | 90               |                  |            |                  |                  |                    |                    |                    |
|               |                    |               |                  | B3                 | Australien       | 80               |            |                  |                  |                    |                    |                    |
| A4            | Deutschland        | 79            |                  |                    |                  |                  |            |                  |                  |                    |                    |                    |
| B3            | Australien         | 109           |                  |                    |                  |                  |            |                  |                  |                    |                    |                    |
|               |                    |               | Spiel um Platz 7 |                    |                  |                  |            |                  |                  |                    |                    |                    |
|               |                    |               | B4               | Puerto Rico        | 86               |                  |            |                  |                  |                    |                    |                    |
| A4            | Deutschland        | 96            |                  |                    |                  |                  |            |                  |                  |                    |                    |                    |
|               |                    |               |                  |                    |                  |                  |            |                  |                  |                    |                    |                    |

|  | Platzierungsspiele 9-11 | Platzierungsspiele 9-11 | Platzierungsspiele 9-11 |                   |  | Spiel um Platz 9 | Spiel um Platz 9 | Spiel um Platz 9 |
|  |                         |                         |                         |                   |  |                  |                  |                  |
|  |                         |                         |                         |                   |  |                  |                  |                  |
|  | A5                      | Angola                  | 79                      |                   |  |                  |                  |                  |
|  | B6                      | China                   | 69                      |                   |  | A5               | Angola           | 75               |
|  |                         |                         |                         |                   |  | A6               | Spanien          | 78               |
|  |                         |                         |                         |                   |  |                  |                  |                  |
|  |                         |                         |                         | Spiel um Platz 11 |  |                  |                  |                  |
|  | B5                      | Venezuela               | 81                      |                   |  |                  |                  |                  |
|  | A6                      | Spanien                 | 95                      |                   |  | B6               | China            | 97               |
|  |                         |                         |                         |                   |  | B5               | Venezuela        | 100              |
|  |                         |                         |                         |                   |  |                  |                  |                  |

### Viertelfinale
| 4. August 1992 14:30 |                                                         | Kroatien | 98 – 65                                                                | Australien | Pavelló Olímpic de Badalona, Badalona Schiedsrichter: Rigas (GRE), Maceira (CUB) |
| 4. August 1992 14:30 | Punkte pro Halbzeit: 41–31, 57–34.                      |          |                                                                        |            | Pavelló Olímpic de Badalona, Badalona Schiedsrichter: Rigas (GRE), Maceira (CUB) |
| 4. August 1992 14:30 | Punkte: Petrović 25 Rebounds: Rađa 11 Assists: Kukoč 11 |          | Punkte: Gaze 16 Rebounds: Vlahov, Bradtke 5 Assists: Vlahov, Bradtke 2 |            | Pavelló Olímpic de Badalona, Badalona Schiedsrichter: Rigas (GRE), Maceira (CUB) |
| 4. August 1992 14:30 |                                                         |          |                                                                        |            | Pavelló Olímpic de Badalona, Badalona Schiedsrichter: Rigas (GRE), Maceira (CUB) |

| 4. August 1992 16.30 |                                                             | Vereintes Team | 83 – 76                                                             | Deutschland | Pavelló Olímpic de Badalona, Badalona Schiedsrichter: Steeves (CAN), Affini (BRA) |
| 4. August 1992 16.30 | Punkte pro Halbzeit: 35–36, 48–40.                          |                |                                                                     |             | Pavelló Olímpic de Badalona, Badalona Schiedsrichter: Steeves (CAN), Affini (BRA) |
| 4. August 1992 16.30 | Punkte: Tichonenko 26 Rebounds: Wolkow 14 Assists: Wolkow 4 |                | Punkte: Schrempf 32 Rebounds: Schrempf 10 Assists: Schrempf, Rödl 3 |             | Pavelló Olímpic de Badalona, Badalona Schiedsrichter: Steeves (CAN), Affini (BRA) |
| 4. August 1992 16.30 |                                                             |                |                                                                     |             | Pavelló Olímpic de Badalona, Badalona Schiedsrichter: Steeves (CAN), Affini (BRA) |

| 4. August 1992 20:30 |                                                                  | Litauen | 93 – 76                                                     | Brasilien | Pavelló Olímpic de Badalona, Badalona Schiedsrichter: Bavetta (USA), Fajardo (ESP) |
| 4. August 1992 20:30 | Punkte pro Halbzeit: 55–40, 38–36.                               |         |                                                             |           | Pavelló Olímpic de Badalona, Badalona Schiedsrichter: Bavetta (USA), Fajardo (ESP) |
| 4. August 1992 20:30 | Punkte: Sabonis 32 Rebounds: Sabonis 13 Assists: Marčiulionis 10 |         | Punkte: Villas Boas 25 Rebounds: Gerson 10 Assists: Maury 6 |           | Pavelló Olímpic de Badalona, Badalona Schiedsrichter: Bavetta (USA), Fajardo (ESP) |
| 4. August 1992 20:30 |                                                                  |         |                                                             |           | Pavelló Olímpic de Badalona, Badalona Schiedsrichter: Bavetta (USA), Fajardo (ESP) |

| 4. August 1992 22:30 |                                                          | Vereinigte Staaten | 115 – 77                                                      | Puerto Rico | Pavelló Olímpic de Badalona, Badalona Schiedsrichter: Radić (CRO), Virovnik (ISR) |
| 4. August 1992 22:30 | Punkte pro Halbzeit: 67–40, 48–37.                       |                    |                                                               |             | Pavelló Olímpic de Badalona, Badalona Schiedsrichter: Radić (CRO), Virovnik (ISR) |
| 4. August 1992 22:30 | Punkte: Mullin 21 Rebounds: Laettner 8 Assists: Pippen 8 |                    | Punkte: Ortiz, Casiano 13 Rebounds: Ortiz 8 Assists: Carter 4 |             | Pavelló Olímpic de Badalona, Badalona Schiedsrichter: Radić (CRO), Virovnik (ISR) |
| 4. August 1992 22:30 |                                                          |                    |                                                               |             | Pavelló Olímpic de Badalona, Badalona Schiedsrichter: Radić (CRO), Virovnik (ISR) |

### Halbfinale
| 6. August 1992 16:30 |                                                        | Vereintes Team | 74 – 75                                                | Kroatien | Pavelló Olímpic de Badalona, Badalona Zuschauer: 11.000 Schiedsrichter: Fajardo (ESP), Cazzaro (ITA) |
| 6. August 1992 16:30 | Punkte pro Halbzeit: 40–30, 34–45.                     |                |                                                        |          | Pavelló Olímpic de Badalona, Badalona Zuschauer: 11.000 Schiedsrichter: Fajardo (ESP), Cazzaro (ITA) |
| 6. August 1992 16:30 | Punkte: Wolkow 20 Rebounds: Wolkow 6 Assists: Wolkow 5 |                | Punkte: Petrović 28 Rebounds: Rađa 11 Assists: Kukoč 7 |          | Pavelló Olímpic de Badalona, Badalona Zuschauer: 11.000 Schiedsrichter: Fajardo (ESP), Cazzaro (ITA) |
| 6. August 1992 16:30 |                                                        |                |                                                        |          | Pavelló Olímpic de Badalona, Badalona Zuschauer: 11.000 Schiedsrichter: Fajardo (ESP), Cazzaro (ITA) |

| 6. August 1992 22:30 |                                                           | Vereinigte Staaten | 127 – 76                                                            | Litauen | Pavelló Olímpic de Badalona, Badalona Zuschauer: 12.500 Schiedsrichter: Affini (BRA), Rigas (GRE) |
| 6. August 1992 22:30 | Punkte pro Halbzeit: 49–30, 78–46.                        |                    |                                                                     |         | Pavelló Olímpic de Badalona, Badalona Zuschauer: 12.500 Schiedsrichter: Affini (BRA), Rigas (GRE) |
| 6. August 1992 22:30 | Punkte: Jordan 21 Rebounds: Robinson 8 Assists: Johnson 8 |                    | Punkte: Marčiulionis 20 Rebounds: Sabonis 8 Assists: Marčiulionis 8 |         | Pavelló Olímpic de Badalona, Badalona Zuschauer: 12.500 Schiedsrichter: Affini (BRA), Rigas (GRE) |
| 6. August 1992 22:30 |                                                           |                    |                                                                     |         | Pavelló Olímpic de Badalona, Badalona Zuschauer: 12.500 Schiedsrichter: Affini (BRA), Rigas (GRE) |

### Platzierungsrunde 9 bis 12
| 4. August 1992 9:30 |                                                          | Angola | 79 – 69                                                | China | Pavelló Olímpic de Badalona, Badalona Schiedsrichter: Grigorjow (EUN), Koller (TCH) |
| 4. August 1992 9:30 | Punkte pro Halbzeit: 40–35, 39–34.                       |        |                                                        |       | Pavelló Olímpic de Badalona, Badalona Schiedsrichter: Grigorjow (EUN), Koller (TCH) |
| 4. August 1992 9:30 | Punkte: Moreira 19 Rebounds: Moreira 5 Assists: Macedo 6 |        | Punkte: Gong X. 16 Rebounds: Hu W. 5 Assists: Sun F. 5 |       | Pavelló Olímpic de Badalona, Badalona Schiedsrichter: Grigorjow (EUN), Koller (TCH) |
| 4. August 1992 9:30 |                                                          |        |                                                        |       | Pavelló Olímpic de Badalona, Badalona Schiedsrichter: Grigorjow (EUN), Koller (TCH) |

| 4. August 1992 11:30 |                                                          | Venezuela | 81 – 95                                                               | Spanien | Pavelló Olímpic de Badalona, Badalona Zuschauer: 10.500 Schiedsrichter: Resser (EUN), Fares (URU) |
| 4. August 1992 11:30 | Punkte pro Halbzeit: 40–46, 41–49.                       |           |                                                                       |         | Pavelló Olímpic de Badalona, Badalona Zuschauer: 10.500 Schiedsrichter: Resser (EUN), Fares (URU) |
| 4. August 1992 11:30 | Punkte: Herrera 26 Rebounds: Estaba 8 Assists: Herrera 3 |           | Punkte: Herreros 25 Rebounds: Andreu 9 Assists: Villacampa, Jofresa 4 |         | Pavelló Olímpic de Badalona, Badalona Zuschauer: 10.500 Schiedsrichter: Resser (EUN), Fares (URU) |
| 4. August 1992 11:30 |                                                          |           |                                                                       |         | Pavelló Olímpic de Badalona, Badalona Zuschauer: 10.500 Schiedsrichter: Resser (EUN), Fares (URU) |

### Platzierungsrunde 5 bis 8
| 6. August 1992 14:30 |                                                       | Puerto Rico | 84 – 86                                                | Brasilien | Pavelló Olímpic de Badalona, Badalona Schiedsrichter: Grigorjow (EUN), Mailhabiau (FRA) |
| 6. August 1992 14:30 | Punkte pro Halbzeit: 49–43, 35–43.                    |             |                                                        |           | Pavelló Olímpic de Badalona, Badalona Schiedsrichter: Grigorjow (EUN), Mailhabiau (FRA) |
| 6. August 1992 14:30 | Punkte: Morales 17 Rebounds: Rivas 9 Assists: Rivas 9 |             | Punkte: Schmidt 29 Rebounds: Josuel 7 Assists: Maury 3 |           | Pavelló Olímpic de Badalona, Badalona Schiedsrichter: Grigorjow (EUN), Mailhabiau (FRA) |
| 6. August 1992 14:30 |                                                       |             |                                                        |           | Pavelló Olímpic de Badalona, Badalona Schiedsrichter: Grigorjow (EUN), Mailhabiau (FRA) |

| 6. August 1992 20:30 |                                                         | Deutschland | 79 – 109                                              | Australien | Pavelló Olímpic de Badalona, Badalona Schiedsrichter: Virovnik (ISR), Maceira (CUB) |
| 6. August 1992 20:30 | Punkte pro Halbzeit: 44–52, 35–57.                      |             |                                                       |            | Pavelló Olímpic de Badalona, Badalona Schiedsrichter: Virovnik (ISR), Maceira (CUB) |
| 6. August 1992 20:30 | Punkte: Jackel 19 Rebounds: Gnad 11 Assists: Schrempf 5 |             | Punkte: Gaze 30 Rebounds: Bradtke 11 Assists: Smyth 6 |            | Pavelló Olímpic de Badalona, Badalona Schiedsrichter: Virovnik (ISR), Maceira (CUB) |
| 6. August 1992 20:30 |                                                         |             |                                                       |            | Pavelló Olímpic de Badalona, Badalona Schiedsrichter: Virovnik (ISR), Maceira (CUB) |

### Spiel um Platz 11
| 6. August 1992 9:00 |                                                        | China | 97 – 100                                                                | Venezuela | Pavelló Olímpic de Badalona, Badalona Schiedsrichter: Mildenhall (AUS), Brazauskas (LTU) |
| 6. August 1992 9:00 | Punkte pro Halbzeit: 51–51, 46–49.                     |       |                                                                         |           | Pavelló Olímpic de Badalona, Badalona Schiedsrichter: Mildenhall (AUS), Brazauskas (LTU) |
| 6. August 1992 9:00 | Punkte: Wu Q. 25 Rebounds: Wang Z. 5 Assists: Sun F. 6 |       | Punkte: Olivares 32 Rebounds: drei Spieler 6 Assists: Estaba, Herrera 4 |           | Pavelló Olímpic de Badalona, Badalona Schiedsrichter: Mildenhall (AUS), Brazauskas (LTU) |
| 6. August 1992 9:00 |                                                        |       |                                                                         |           | Pavelló Olímpic de Badalona, Badalona Schiedsrichter: Mildenhall (AUS), Brazauskas (LTU) |

### Spiel um Platz 9
| 6. August 1992 11:00 |                                                                          | Angola | 75 – 78                                                          | Spanien | Pavelló Olímpic de Badalona, Badalona Zuschauer: 11.000 Schiedsrichter: Radić (CRO), Gao (CHN) |
| 6. August 1992 11:00 | Punkte pro Halbzeit: 39–41, 36–37.                                       |        |                                                                  |         | Pavelló Olímpic de Badalona, Badalona Zuschauer: 11.000 Schiedsrichter: Radić (CRO), Gao (CHN) |
| 6. August 1992 11:00 | Punkte: da Conceição 21 Rebounds: da Conceição 7 Assists: da Conceição 4 |        | Punkte: Jiménez 15 Rebounds: Jiménez, Orenga 6 Assists: Arcega 4 |         | Pavelló Olímpic de Badalona, Badalona Zuschauer: 11.000 Schiedsrichter: Radić (CRO), Gao (CHN) |
| 6. August 1992 11:00 |                                                                          |        |                                                                  |         | Pavelló Olímpic de Badalona, Badalona Zuschauer: 11.000 Schiedsrichter: Radić (CRO), Gao (CHN) |

### Spiel um Platz 7
| 8. August 1992 20:00 |                                                              | Puerto Rico | 86 – 96                                                   | Deutschland | Pavelló Olímpic de Badalona, Badalona Schiedsrichter: Cazzaro (ITA), Affini (BRA) |
| 8. August 1992 20:00 | Punkte pro Halbzeit: 46–45, 40–51.                           |             |                                                           |             | Pavelló Olímpic de Badalona, Badalona Schiedsrichter: Cazzaro (ITA), Affini (BRA) |
| 8. August 1992 20:00 | Punkte: Carter 25 Rebounds: Carter, Mincy 5 Assists: López 2 |             | Punkte: Schrempf 24 Rebounds: Gnad 15 Assists: Schrempf 7 |             | Pavelló Olímpic de Badalona, Badalona Schiedsrichter: Cazzaro (ITA), Affini (BRA) |
| 8. August 1992 20:00 |                                                              |             |                                                           |             | Pavelló Olímpic de Badalona, Badalona Schiedsrichter: Cazzaro (ITA), Affini (BRA) |

### Spiel um Platz 5
| 8. August 1992 11:00 |                                                          | Brasilien | 90 – 80                                                               | Australien | Pavelló Olímpic de Badalona, Badalona Schiedsrichter: Koller (TCH), Mailhabiau (FRA) |
| 8. August 1992 11:00 | Punkte pro Halbzeit: 44–38, 46–42.                       |           |                                                                       |            | Pavelló Olímpic de Badalona, Badalona Schiedsrichter: Koller (TCH), Mailhabiau (FRA) |
| 8. August 1992 11:00 | Punkte: Schmidt 23 Rebounds: Gerson 12 Assists: Maury 11 |           | Punkte: Gaze 26 Rebounds: Bradtke, Longley 6 Assists: Gaze, Longley 4 |            | Pavelló Olímpic de Badalona, Badalona Schiedsrichter: Koller (TCH), Mailhabiau (FRA) |
| 8. August 1992 11:00 |                                                          |           |                                                                       |            | Pavelló Olímpic de Badalona, Badalona Schiedsrichter: Koller (TCH), Mailhabiau (FRA) |

### Spiel um Platz 3
| 8. August 1992 13:00 |                                                                      | Litauen | 82 – 78                                                      | Vereintes Team | Pavelló Olímpic de Badalona, Badalona Zuschauer: 9.500 Schiedsrichter: Bavetta (USA), Maceira (CUB) |
| 8. August 1992 13:00 | Punkte pro Halbzeit: 39–33, 43–45.                                   |         |                                                              |                | Pavelló Olímpic de Badalona, Badalona Zuschauer: 9.500 Schiedsrichter: Bavetta (USA), Maceira (CUB) |
| 8. August 1992 13:00 | Punkte: Marčiulionis 29 Rebounds: Sabonis 16 Assists: Marčiulionis 3 |         | Punkte: Tichonenko 24 Rebounds: Wolkow 8 Assists: Sucharew 4 |                | Pavelló Olímpic de Badalona, Badalona Zuschauer: 9.500 Schiedsrichter: Bavetta (USA), Maceira (CUB) |
| 8. August 1992 13:00 |                                                                      |         |                                                              |                | Pavelló Olímpic de Badalona, Badalona Zuschauer: 9.500 Schiedsrichter: Bavetta (USA), Maceira (CUB) |

### Finale
| 8. August 1992 22:00 |                                                        | Vereinigte Staaten | 117 – 85                                              | Kroatien | Pavelló Olímpic de Badalona, Badalona Zuschauer: 12.500 Schiedsrichter: Steeves (CAN), Zych (POL) |
| 8. August 1992 22:00 | Punkte pro Halbzeit: 56–42, 61–43.                     |                    |                                                       |          | Pavelló Olímpic de Badalona, Badalona Zuschauer: 12.500 Schiedsrichter: Steeves (CAN), Zych (POL) |
| 8. August 1992 22:00 | Punkte: Jordan 22 Rebounds: Ewing 6 Assists: Johnson 6 |                    | Punkte: Petrović 24 Rebounds: Rađa 6 Assists: Kukoč 9 |          | Pavelló Olímpic de Badalona, Badalona Zuschauer: 12.500 Schiedsrichter: Steeves (CAN), Zych (POL) |
| 8. August 1992 22:00 |                                                        |                    |                                                       |          | Pavelló Olímpic de Badalona, Badalona Zuschauer: 12.500 Schiedsrichter: Steeves (CAN), Zych (POL) |